# نفرتيتي
| X1 · N35 · N5 | M17 | F35 | F35 | F35 | F35 | M18 | X1 · Z4 | B1 |

| X1 · N35 · N5 | M17 | F35 | F35 | F35 | F35 | M18 | X1 · Z4 | B1 |

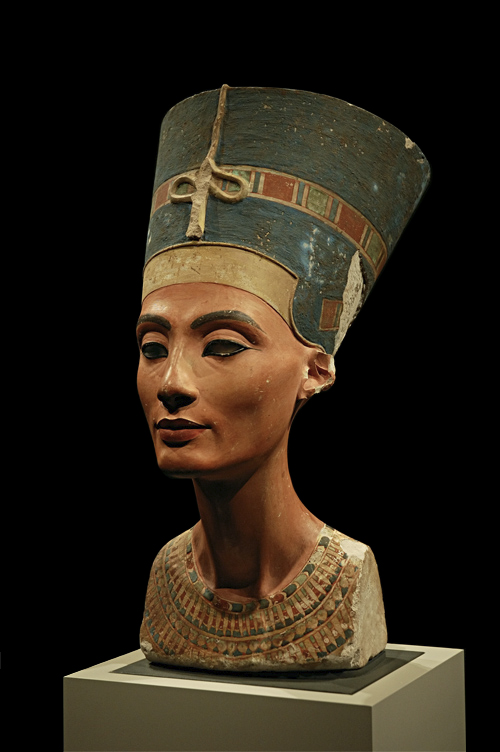
تمثال نفرتيتي - المتحف المصري ببرلين

الملكة نفرتيتي والتي يعنى اسمها «الجميلة أتت» هي زوجة الملك أمنحوتپ الرابع (الذي أصبح لاحقاً أخناتون) فرعون الأسرة الثامنة عشر الشهير، وحماة توت عنخ آمون . وكانت تعد من أقوى النساء في مصر القديمة. عاشت فترة قصيرة بعد وفاة زوجها، وساعدت توت عنخ أمون على تولي المُلك، وكانت لهذه الملكة الجميلة منزلة رفيعة أثناء حكم زوجها. هي تنتمي للأسرة الثامنة عشرة، وعاشت في القرن الرابع عشر قبل الميلاد، ومثل ما حدث مع زوجها، فقد تم محو اسمها من السجلات التاريخية كما تم تشويه صورها بعد وفاتها. اشتهرت نفرتيتي بالتمثال النصفي لوجهها المصور والمنحوت على قطعة من الحجر الجيري في واحدة من أروع القطع الفنية من العصر القديم وهو أشهر رسم للملكة نفرتيتي.

## حياتها المبكرة وعائلتها
لا يُعرف أي شيء تقريبًا عن حياة نفرتيتي قبل زواجها من أخناتون. وتشير مشاهد من مقابر النبلاء في العمارنة إلى أن نفرتيتي كان لها أخت تدعى موتبنرت. كما حملت تي لقب "مرضعة الزوجة الملكية العظيمة [نفرتيتي]"  بالإضافة إلى ذلك، حمل زوج تي (آي) لقب "أب الإله". ويعتقد بعض علماء المصريات أن هذا اللقب يطلق على رجل تزوجت ابنته من الفرعون. وبناءً على هذه الألقاب، فقد تم اقتراح أن آي كان في الواقع والد نفرتيتي.ومع ذلك، لم يُشار إلى آي أو تي صراحةً على أنهما والدي نفرتيتي في المصادر الموجودة. وفي الوقت نفسه، لا توجد مصادر تتعارض بشكل مباشر مع أبوية آي لنفرتيتي، حيث كان له تأثير كبير خلال حياة نفرتيتي وبعد وفاتها.
وفقًا لنظرية أخرى، كانت نفرتيتي ابنة آي وزوجته الأولى، لكن زوجة آي الأولى توفيت قبل صعود نفرتيتي إلى منصب الملكة، وعندها تزوج آي من تي، مما جعلها زوجة أبي نفرتيتي. ومع ذلك، فإن هذا الاقتراح برمته مبني على التخمين.
كما تم اقتراح أن نفرتيتي كانت الأخت الشقيقة لأخناتون، على الرغم من أن هذا يتناقض مع ألقابها التي لا تتضمن لقب "ابنة الملك" أو "أخت الملك"، والذي يستخدم عادة للإشارة إلى أحد أقارب الفرعون..
التواريخ الدقيقة التي تزوجت فيها نفرتيتي من أخناتون وأصبحت الزوجة الملكية العظمية للملك غير مؤكدة. ومن المعروف أن لديهم ما لا يقل عن ست بنات معًا، بما في ذلك ميريت آتون، وميكيت آتون، وعنخ إسن آتون (التي سميت فيما بعد بعنخ إسن آمون عندما تزوجت من توت عنخ آمون)، ونفرنفرو آتون تاشريت، ونفرنفرو رع، وستب إن رع تم إقتراح نفرتيتي كأم لتوت عنخ آمون، إلا أن دراسة وراثية أجريت على المومياوات المكتشفة تشير إلى أنها لم تكن كذلك.

## دورها كزوجة
شاركت الملكة نفرتيتي زوجها في عبادة الإله الجديد آتون قوة قرص الشمس وكانت هي وزوجها الوسيط بين الشعب وآتون، ويفترض أن تمنح المباركة الكاملة فقط عندما يتحد الزوجان الملكيان، وقامت نفرتيتي خلال السنوات الأولى لحكم زوجها بتغيير اسمها طبقًا لتغيير عقيدتها إلى نفرنفراتون نفرتيتي الذي يعني «آتون يشرق لأن الجميلة قد أتت».
تُذكر نفرتيتي بالتمثال النصفي لوجهها المصور والمنحوت على قطعة من الحجر الجيري في واحدة من أروع القطع الفنية من العصر القديم وهي أشهر صورة للملكة نفرتيتي، وقد عثر عليه عالم المصريات الألماني لودفيج بورشاردت في 6 ديسمبر 1912 بورشة تحتمس النحات في تل العمارنة.
هرب بورشاردت التمثال الكامل (غير المخدوش) إلى منزله في حي الزمالك بالقاهرة، ومن هناك هربه إلى ألمانيا مخفياً ضمن قطع فخار محطمة غير ذات قيمة، مرسلة إلى برلين للترميم.
ويوجد تمثال آخر لرأس نفرتيتى بالمتحف المصري من الكوارتز الأحمر والمزين بلمسات من المداد وهو لا يقل في دقة الصنع عن الرأس الموجودة ببرلين ولكنه أقل شهرة.

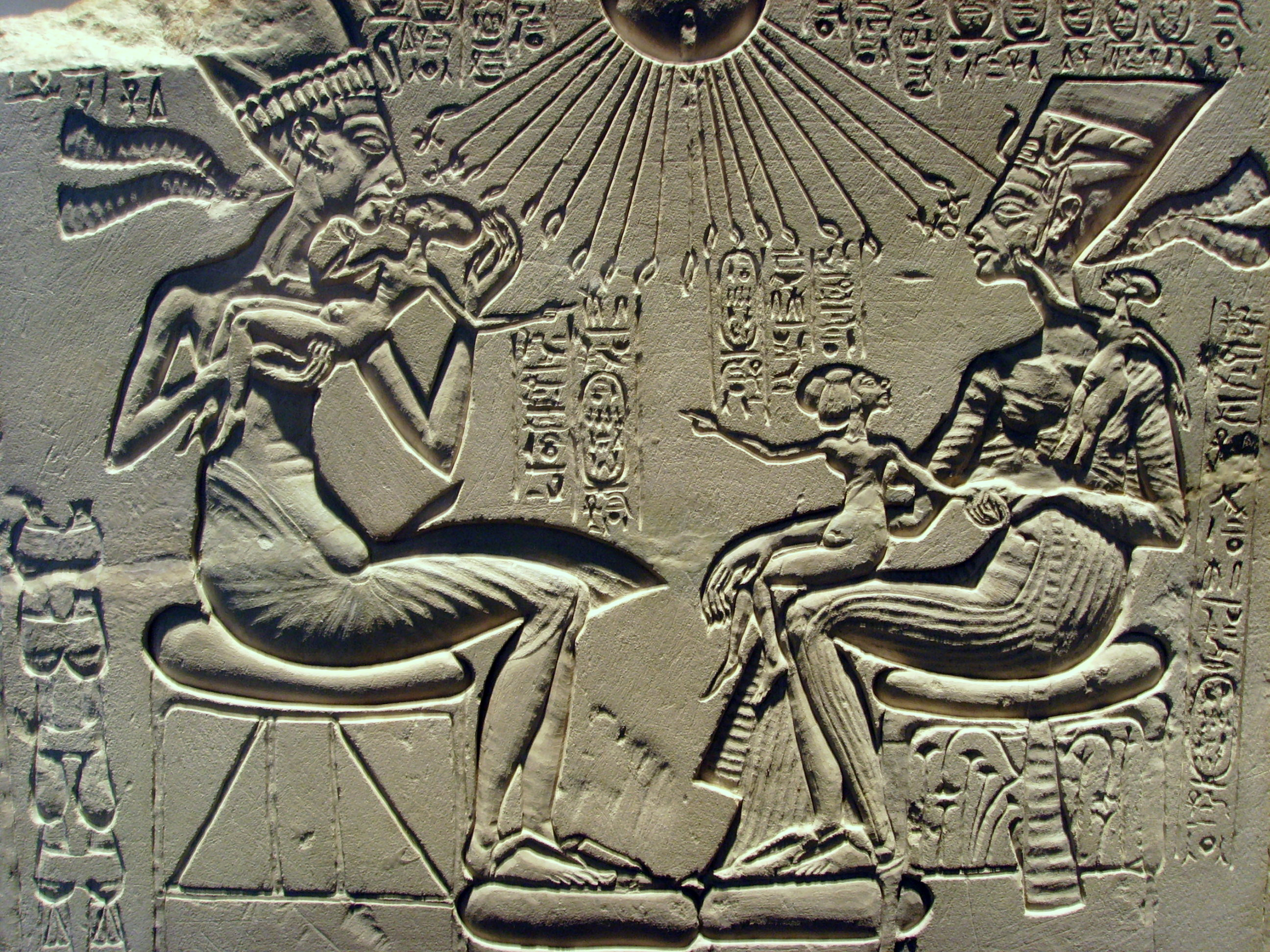
أخناتون ونفرتيتي وأبناؤهما

ومن ألقاب نفرتيتي الملكية الزوجة الملكية العظيمة، وقد أنجبت نفرتيتي من أخناتون ست بنات هن:
- ميريت آتون وقد ولدت في طيبة قبل الانتقال إلى أخت أتون
- مكت آتون
- عنخس إن با آتون والتي تزوجت من توت عنخ آمون
- نفرنفرو آتون تاشيري
- نفرنفرو رع
- ستب إن رع

### حياتها
شاركت الملكة نفرتيتى زوجها في عبادة الديانة الجديدة وهي عبادة آتون قوة قرص الشمس وكانت هي وزوجها الوسيط بين الشعب وآتون، ويفترض ان تمنح المباركة الكاملة فقط عندما يتحد الزوجان الملكيان. وقامت نفرتيتى خلال السنوات الأولى لحكم زوجها بتغيير اسمها طبقًا لتغيير عقيدتها إلى نفرنفراتون نفرتيتى الذي يعنى آتون يشرق لان الجميلة قد أتت.وكانت نفرتيتى تساند زوجها أثناء الإصلاحات الدينية والاجتماعية، ثم انتقلت معه إلى أخيتاتون أو تل العمارنة. وظهرت معه أثناء الاحتفالات والطقوس، وبالمشاهد العائلية، حتى في المناظر التقليدية للحملات العسكرية والتي صورت فيها وهي تقوم بالقضاء على الأعداء.

### تمثالها

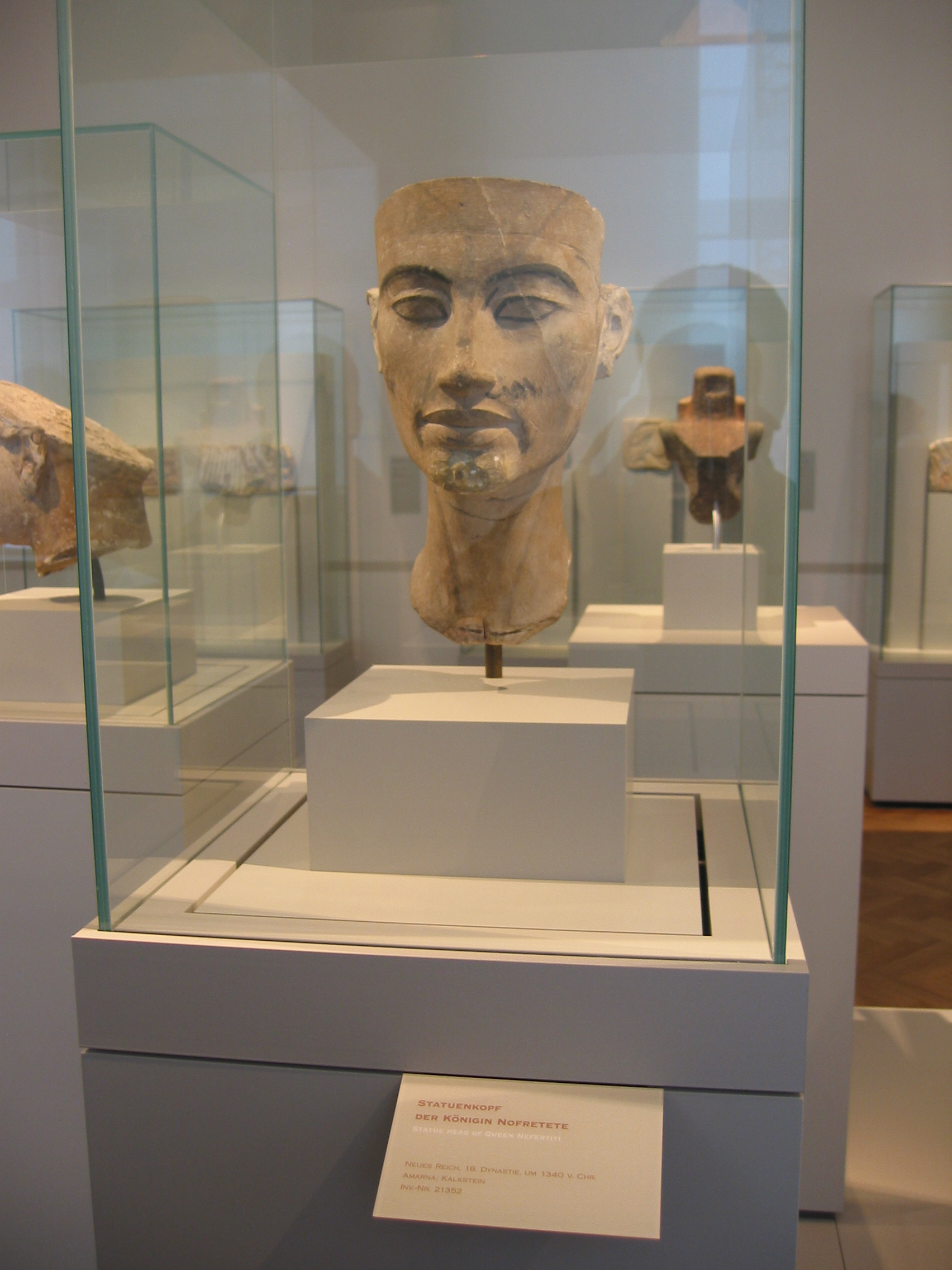
تمثال غير مكتمل لرأس نفرتيتى

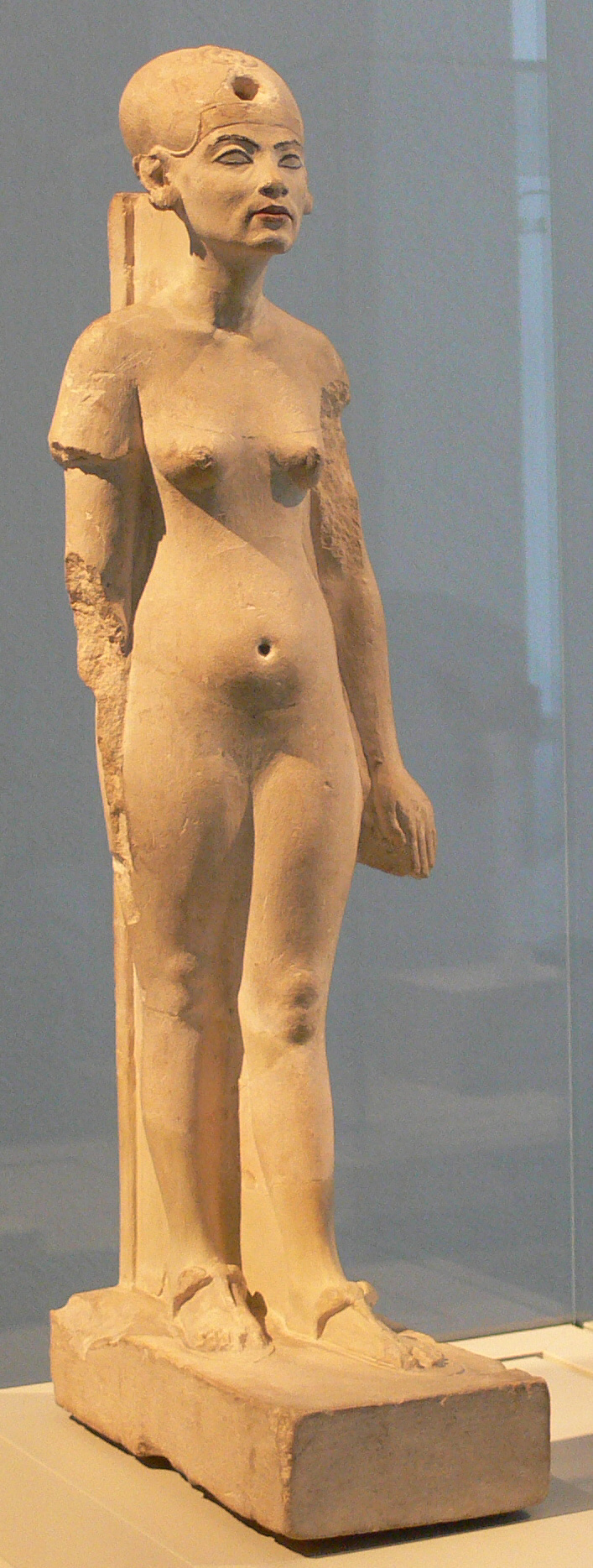
تمثال نفرتيتى و هى قائمة

تُذكر نفرتيتى بالتمثال النصفى لوجهها المصور والمنحوت على قطعة من الحجر الجيرى في واحدة من أروع القطع الفنية من العصر القديم وهو أشهر رسم للملكة نفرتيتى، وقد عثر عليه عالم المصريات الألماني (لودفيگ بورشاردت) في 6 ديسمبر 1912بورشة النحات تحتمس في تل العمارنة. هرب بورشاردت التمثال الكامل (غير المخدوش) إلى منزله في حي الزمالك بالقاهرة، ومن هناك هربه إلى ألمانيا مخفياً ضمن قطع فخار محطمة غير ذات قيمة، مرسلة إلى برلين للترميم. ويوجد تمثال اخر لرأس نفرتيتى بالمتحف المصري من الكوارتزيت الأحمر والمزين بلمسات من المداد وهو لا يقل في دقة الصنع عن الرأس الموجودة ببرلين ولكنه أقل شهرة. من غير المعروف حتى الآن هل هناك مومياء للملكة نفرتيتي أم لا. المؤكد هو أن العلماء عثروا على مومياوات في الغرفة السرية لقبر أخناتون. ففي القرن التاسع عشر، عثر عالم الآثار الفرنسي فيكتور لوريت، عندما قام بفتح أحد جدران الأقبية، على سرداب جانبي يحتوي على ثلاث مومياوات، واحدة لرجل واثنتان لنساء، إحداهن كانت أصغر سناً من الأخرى. وقتذاك لم تثر هذه المومياوات أي اهتمام يذكر، وقد تم تصويرهن في عام 1907، وأصبحن في غياهب النسيان. ولكن مؤخراً، راود العلماء بعض الشكوك بأن إحدى هاتين المومياواتين هي نفرتيتي. في عام 2002، أعلنت الباحثة البريطانية جوان فليتشر من جامعة نيويورك وهي خبيرة في المومياوات أن رفات المومياء الشابة تعود للملكة نفرتيتي، وأكدت بأن هذه حقيقة لا غبار عليها. وأضافت جوان مبتهجة إنه الاكتشاف الأروع في حياتي! قالت ذلك، بعد أن سمح لها أن تخضع المومياء إلى فحوصات منها الأشعة السينية. وخير دليل على أن إحدى هاتين المومياواتين هي «المرأة الجميلة التي أقبلت» هي الجودة العالية من التحنيط والتشابه التشريحي مع أوصاف لرفات نفرتيتيّ. على أقل تقدير، هذا ما رأته السيدة فليتشر في أعضاء المومياء في الرقبة والكتفين، والأهم من ذلك في وجهه. كانت المومياء صلعاء حليقة الرأس من أجل ارتداء شعر مستعار خاص. ويبدو أن فليتشر قد عثرت على الشعر المستعار. ولكن هذا الادعاء أصبح محط جدال متنازع عليه لاحقًا من قبل السلطات المصرية. كما أظهرت الفحوصات وجود آثار لحزام من الجلد مطبوعة على جبين المومياء. وآثار لوجود اثنين من الأقراط في الأذن اليسرى شوهدت في وقت سابق على بعض صور للملكة. وبعد ذلك بقليل، تم العثور بالقرب من المومياء على يدها المكسورة، وقد أمسكت بها الصولجان، وهذا كما هو معروف، سمة من سمات سلطة الفراعنة. ولهذا لم تكن جوان فليتشر تشك في أنه تم العثور أخيراً على رفات نفرتيتي. خلافاً لما هو عليه الحال مع الزملاء الذين شككوا وأعربوا عن اعتقادهم أن هذه الرفات ليست إلا مومياء لامرأة شابة من العائلة المالكة، لقيت حتفها خلال عهد السلالة 18.
كما انتقد الدكتور زاهي حواس وزير الدولة لشؤون الآثار المصرية الأسبق - والذي يعتبر أبرز عالم للمصريات ويشغل الآن منصب الأمين العام للمجلس الأعلى المصري لحماية الآثار - الباحثة فليتشر مؤكداً أن المومياء التي أشارت إليها الباحثة هي لفتاة يتراوح عمرها بين 16-20 عاماً، في حين أن الملكة نفرتيتي كانت أكبر سناً. أما الآن يقوم علماء المصريات بدراسة مومياء السيدة الثانية من قبر إخناتون. وهنا أيضاً يمكن الحديث عن وجود أوجه تشابه بينها وبين الملكة، ويبدو أن الكلمة الفصل ستكون لتحليل الحمض النووي. فمثل هذه التحاليل ساعدت على تحديد شخصية كل من جدة توت عنخ آمون وإخناتون نفسه، الذي كان بالفعل والداً لتوت عنخ آمون. والسؤال الذي يطرح نفسه هل المومياء المعروفة برمز KV35YL هي الملكة نفرتيتي؟ ربما. أو ربما لا. فالشكوك حول أمومتها ليست موجهة فقط نحوها وإنما نحو شقيقة إخناتون. فمن المعروف أن نفرتيتي كانت زوجته الأولى.

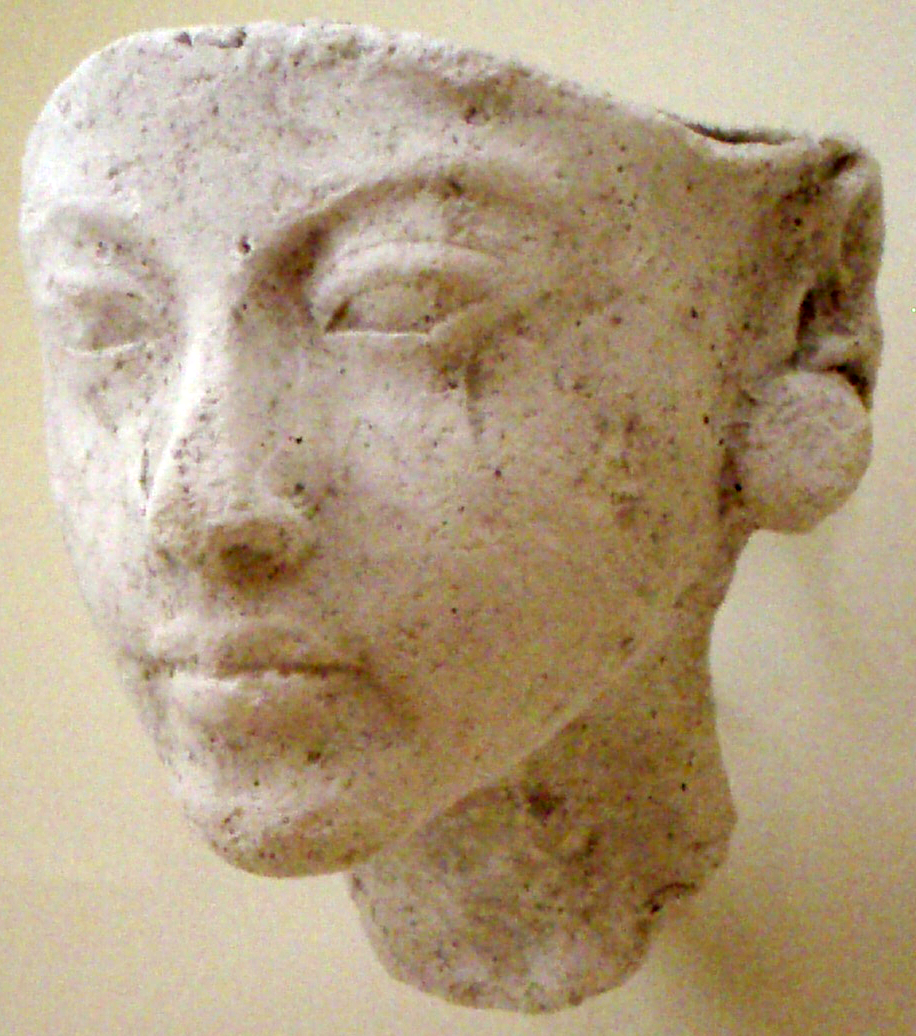
تمثال رأس نفرتيتي

## نهاية حياتها
توفيت إحدى بناتهم وهي ميكيت-أتون، وقد صور حزنهم عليها في بعض الرسوم الحائطية. وبعد وفاة ابنتهم، اختفت نفرتيتي من البلاط الملكي وحلت ابنتها ميريت أتون محلها، وحصلت على لقب الزوجة الملكية العظمى. بعد العام الثاني عشر لحكم أخناتون اختفت نفرتيتي ولم يوجد أي ذكر لها ويعتقد أنها توفيت ودفنت في مقبرة بأخت أتون ويعتقد أيضا أن توت عنخ آمون نقل مومياءها مع والده أخناتون عندما هجرت أخت أتون.

### قبرها
عجز علماء المصريات عن تحديد موضع قبر نفرتيتي طيلة سنوات من البحث بعد اكتشاف قبر توت عنخ آمون. وفي سنة 2015 أعلن الدكتور نيكولاس ريفيس من جامعة أريزونا إنه ربما يكون قد عثر على قبر الملكة سالفة الذكر وإنها ربما تكون قد دفنت سرًا داخل قبر توت عنخ آمون، ذلك أن الفحوصات أظهرت أنه ربما يكون هناك مدخلا في قبر توت عنخ آمون. وأن هذا الباب ربما يؤدي إلى مكان دفن الملكة نفرتيتي. فقد أظهر المسح الضوئي الرقمي أن هناك بقايا لمكانين كانا يستعملا كأبواب، وبالتالي افترض ريفس وجود ممر سري يؤدي إلى غرف دفن أخرى، وقال بأن هذا هو السبب على الأرجح الذي يجعل قبر توت عنخ آمون أصغر من سائر قُبور فراعنة مصر.

## معرض الصور

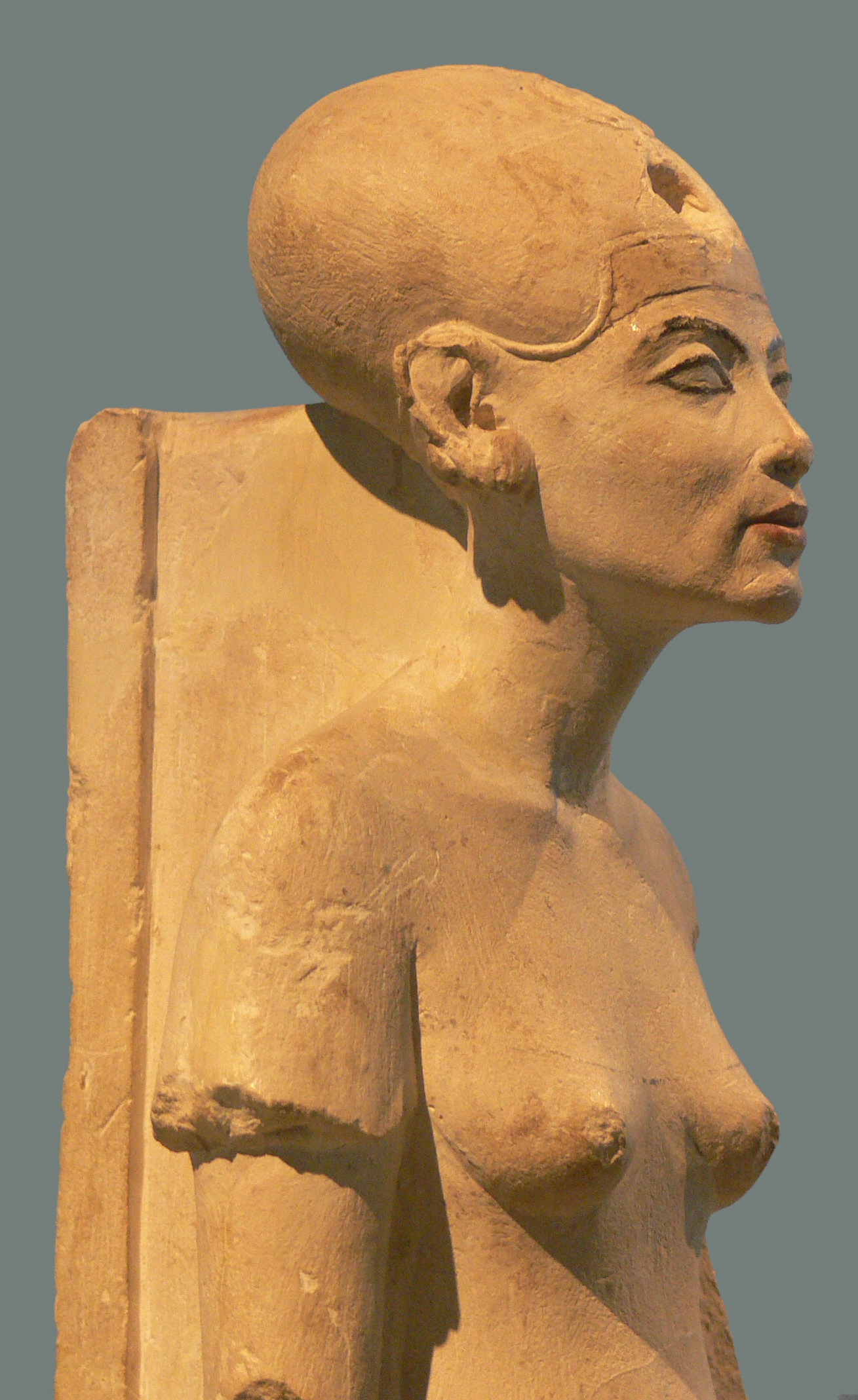
تمثال لنفرتيتي وهي واقفة.
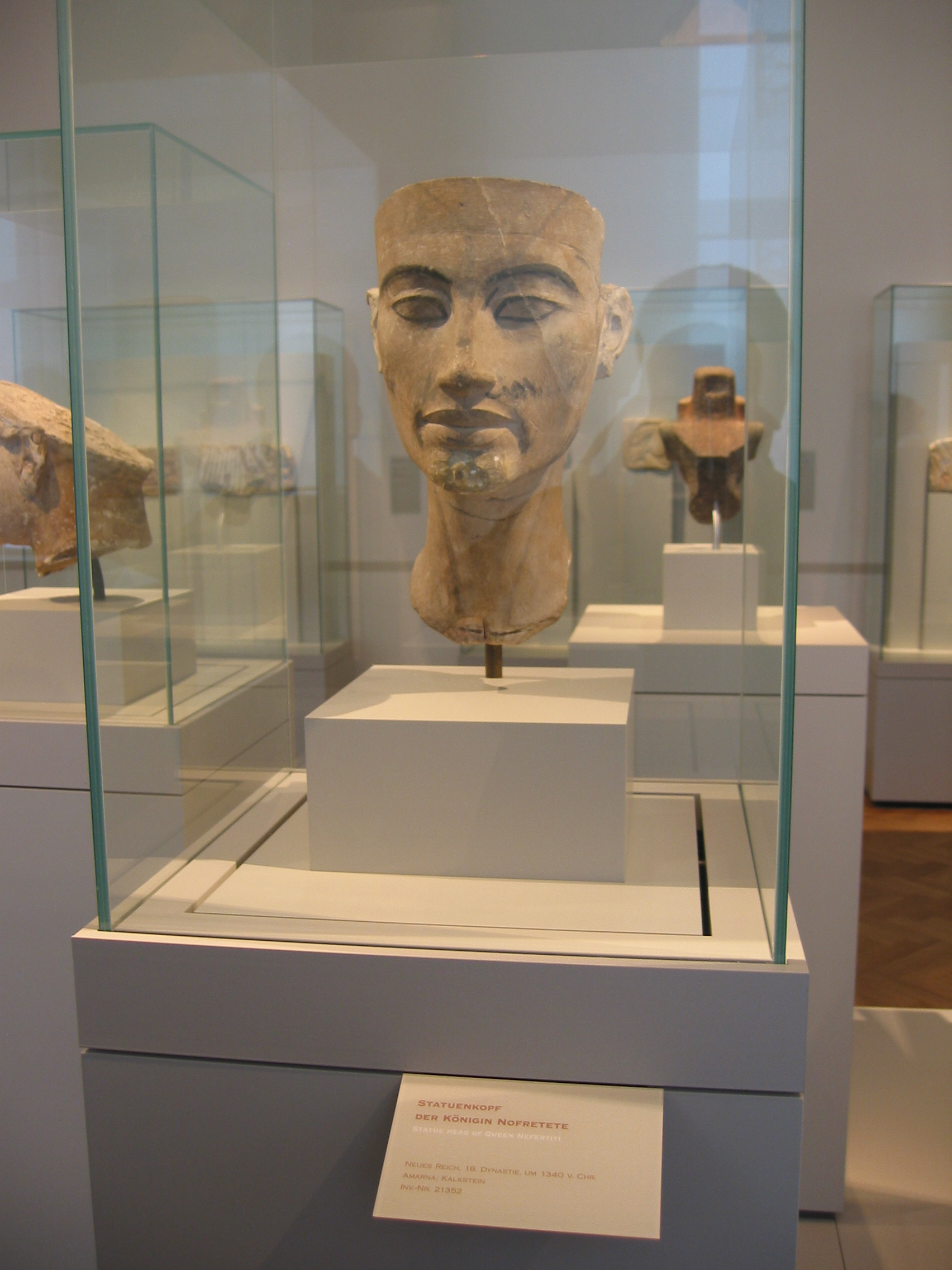
تمثال غير مكتمل لرأس نفرتيتي.
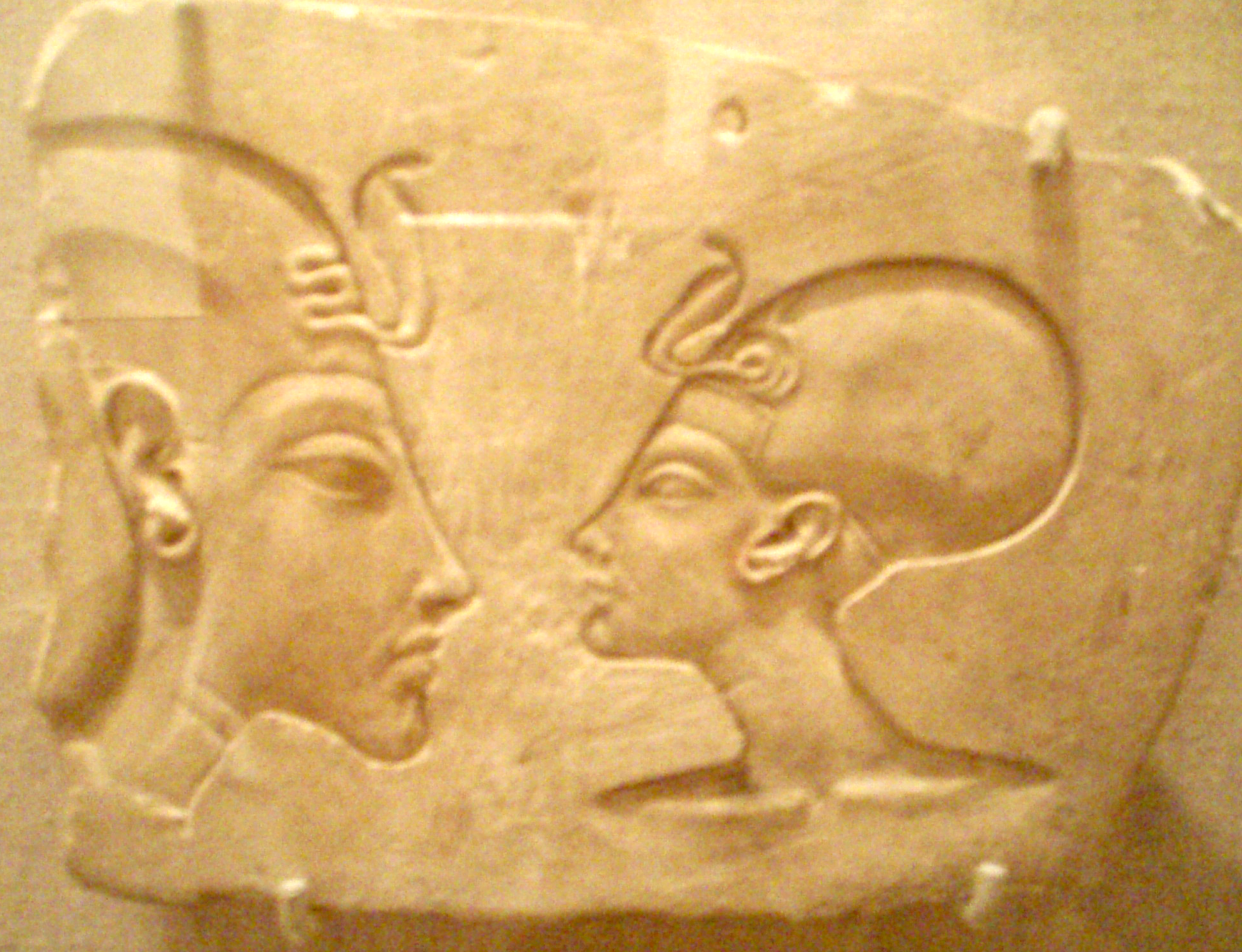
نقش لوجه نفرتيتي وأخناتون بمتحف بروكلين.